# Irv Goode
Irv Goode é um ex-jogador profissional de futebol americano estadunidense

## Carreira
Irv Goode foi campeão da temporada de 1973 da National Football League jogando pelo Miami Dolphins.